# Mistrzostwa Litwy w piłce siatkowej mężczyzn (2020/2021)
Mistrzostwa Litwy w piłce siatkowej mężczyzn 2020/2021 (oficjalna nazwa: TOP SPORT Lietuvos vyrų tinklinio čempionatas 2020/2021) – 80. sezon rozgrywek o mistrzostwo Litwy (wliczając mistrzostwa Kowna oraz mistrzostwa Litewskiej SRR) zorganizowany przez Litewski Związek Piłki Siatkowej (lit. Lietuvos tinklinio federacija, LTF). Zainaugurowany został 10 października 2020 roku.
W sezonie 2020/2021 o mistrzostwo Litwy walczyły 4 drużyny. Rozgrywki składały się z fazy zasadniczej oraz fazy play-off.
W sezonie 2020/2021 żaden litewski klub nie uczestniczył w europejskich pucharach.

## Drużyny uczestniczące
| | Mistrzostwa Litwy 2019/2020 |   |
| --- | --------------------------- | - |
| AMB | Amber-Arlanga Gorżdy        | 1 |
| SŪD | Sūduva Mariampol            | 2 |
| RIO | RIO-Startas Kowno           | 3 |
| ELG | Elga-Master Idea SM Dubysa  | 4 |
| Oznaczenia: - kolumna pierwsza – skróty nazw drużyn wpisane na mapie (jeśli ta została zamieszczona), - kolumna trzecia – miejsce zajęte przez daną drużynę w poprzednim sezonie. |                             |   |

## Faza zasadnicza

### Tabela wyników
I i II runda
| Gospodarz \ Gość1          | AMB | SŪD | RIO | ELG |
| -------------------------- | --- | --- | --- | --- |
| Amber-Arlanga Gorżdy       | -   | 3:0 | 3:1 | 3:1 |
| Sūduva Mariampol           | 1:3 | -   | 0:3 | 1:3 |
| RIO-Startas Kowno          | 2:3 | 3:0 | -   | 3:2 |
| Elga-Master Idea SM Dubysa | 1:3 | 1:3 | 0:3 | -   |

III runda
| Gospodarz \ Gość1          | AMB | SŪD | RIO | ELG |
| -------------------------- | --- | --- | --- | --- |
| Amber-Arlanga Gorżdy       | -   | X   | X   | X   |
| Sūduva Mariampol           | -   | -   | -   | -   |
| RIO-Startas Kowno          | -   | 3:0 | -   | 3:2 |
| Elga-Master Idea SM Dubysa | -   | 1:3 | -   | -   |

Źródło: LTF – Data Project (lit.)
1 Drużyna gospodarzy jest wymieniona po lewej stronie tabeli.
Kolory:
  zwycięstwo gospodarzy 3:0 lub 3:1
  zwycięstwo gospodarzy 3:2
  zwycięstwo gości 3:0 lub 3:1
  zwycięstwo gości 3:2

### Terminarz i wyniki spotkań
| Data       | Godz. | Gospodarz                  | Rezultat                                | Gość                       | Widzów |
| ---------- | ----- | -------------------------- | --------------------------------------- | -------------------------- | ------ |
| I RUNDA    |       |                            |                                         |                            |        |
| 10.10.2020 | 15:00 | Sūduva Mariampol           | 0:3 (22:25, 22:25, 23:25)               | RIO-Startas Kowno          | 42     |
| 11.10.2020 | 14:00 | Elga-Master Idea SM Dubysa | 0:3 (21:25, 23:25, 21:25)               | RIO-Startas Kowno          | 60     |
| 24.10.2020 | 19:30 | Amber-Arlanga Gorżdy       | 3:1 (23:25, 25:15, 25:21, 25:15)        | Elga-Master Idea SM Dubysa | 20     |
| 25.10.2020 | 13:00 | Amber-Arlanga Gorżdy       | 3:0 (41:39, 25:19, 25:23)               | Sūduva Mariampol           | 25     |
| 31.10.2020 | 14:00 | Sūduva Mariampol           | 1:3 (19:25, 19:25, 25:21, 25:27)        | Elga-Master Idea SM Dubysa | 14     |
| 06.02.2021 | 16:00 | RIO-Startas Kowno          | 2:3 (25:19, 21:25, 18:25, 25:22, 9:15)  | Amber-Arlanga Gorżdy       | 0      |
| II RUNDA   |       |                            |                                         |                            |        |
| 07.11.2020 | 14:00 | Elga-Master Idea SM Dubysa | 1:3 (25:19, 26:28, 20:25, 15:25)        | Amber-Arlanga Gorżdy       | 0      |
| 14.11.2020 | 13:00 | Sūduva Mariampol           | 1:3 (19:25, 24:26, 25:22, 20:25)        | Amber-Arlanga Gorżdy       | 0      |
| 28.11.2020 | 14:00 | Elga-Master Idea SM Dubysa | 1:3 (25:19, 18:25, 13:25, 24:26)        | Sūduva Mariampol           | 0      |
| 12.12.2020 | 17:00 | RIO-Startas Kowno          | 3:0 (25:21, 25:21, 25:18)               | Sūduva Mariampol           | 0      |
| 16.01.2021 | 15:00 | Amber-Arlanga Gorżdy       | 3:1 (23:25, 25:20, 25:17, 25:16)        | RIO-Startas Kowno          | 0      |
| 23.01.2021 | 17:00 | RIO-Startas Kowno          | 3:2 (23:25, 17:25, 25:23, 25:23, 16:14) | Elga-Master Idea SM Dubysa | 0      |
| III RUNDA  |       |                            |                                         |                            |        |
| 13.02.2021 | 17:00 | RIO-Startas Kowno          | 3:0 (25:20, 25:15, 25:18)               | Sūduva Mariampol           | 0      |
| 20.02.2021 | 17:00 | RIO-Startas Kowno          | 3:2 (24:26, 21:25, 27:25, 25:21, 15:10) | Elga-Master Idea SM Dubysa | 0      |
| 27.02.2021 | 14:00 | Elga-Master Idea SM Dubysa | 1:3 (25:23, 23:25, 22:25, 24:26)        | Sūduva Mariampol           | 0      |
| —          | —     | Amber-Arlanga Gorżdy       | mecz odwołany                           | RIO-Startas Kowno          | —      |
| —          | —     | Amber-Arlanga Gorżdy       | mecz odwołany                           | Elga-Master Idea SM Dubysa | —      |
| —          | —     | Amber-Arlanga Gorżdy       | mecz odwołany                           | Sūduva Mariampol           | —      |

### Tabela
| Lp. | Drużyna                    | Pkt | Mecze | Mecze | Mecze | Rodzaj wyniku | Rodzaj wyniku | Rodzaj wyniku | Rodzaj wyniku | Rodzaj wyniku | Rodzaj wyniku | Sety | Sety | Sety  | Małe punkty | Małe punkty | Małe punkty |
| Lp. | Drużyna                    | Pkt | M     | W     | P     | 3:0           | 3:1           | 3:2           | 2:3           | 1:3           | 0:3           | wyg. | prz. | stos. | zdob.       | str.        | stos.       |
| --- | -------------------------- | --- | ----- | ----- | ----- | ------------- | ------------- | ------------- | ------------- | ------------- | ------------- | ---- | ---- | ----- | ----------- | ----------- | ----------- |
| 1   | Amber-Arlanga Gorżdy       | 17  | 6     | 6     | 0     | 1             | 4             | 1             | 0             | 0             | 0             | 18   | 6    | 3     | 588         | 507         | 1.16        |
| 2   | RIO-Startas Kowno          | 17  | 8     | 6     | 2     | 4             | 0             | 2             | 1             | 1             | 0             | 21   | 10   | 2.1   | 694         | 666         | 1.042       |
| 3   | Sūduva Mariampol           | 6   | 8     | 2     | 6     | 0             | 2             | 0             | 0             | 2             | 4             | 8    | 20   | 0.4   | 631         | 686         | 0.92        |
| 4   | Elga-Master Idea SM Dubysa | 5   | 8     | 1     | 7     | 0             | 1             | 0             | 2             | 4             | 1             | 11   | 22   | 0.5   | 716         | 770         | 0.93        |

Źródło: LTF – Data Project
Punktacja: 3:0 i 3:1 – 3 pkt; 3:2 – 2 pkt; 2:3 – 1 pkt; 1:3 i 0:3 – 0 pkt
Zasady ustalania kolejności: 1. liczba punktów; 2. liczba zwycięstw; 3. stosunek setów; 4. stosunek małych punktów; 5. bilans w bezpośrednich meczach
Uwaga: Ze względu na napięty terminarz związany z uczestnictwem w lidze bałtyckiej komisja ligi wyraziła zgodę, aby zespół Amber-Arlanga Gorżdy nie uczestniczył w III rundzie fazy zasadniczej.

## Faza play-off

### Drabinka
|  |           |                            |           |                   |                    |   |   |                      |        |        |        |        |
|  | Półfinały | Półfinały                  | Półfinały | Półfinały         | Półfinały          |   |   | Finały               | Finały | Finały | Finały | Finały |
|  | Półfinały | Półfinały                  | Półfinały | Półfinały         | Półfinały          |   |   | Finały               | Finały | Finały | Finały | Finały |
|  |           |                            |           |                   |                    |   |   |                      |        |        |        |        |
|  |           |                            |           |                   |                    |   |   |                      |        |        |        |        |
|  | 1         | Amber-Arlanga Gorżdy       | 3         | 3                 |                    |   |   |                      |        |        |        |        |
|  | 1         | Amber-Arlanga Gorżdy       | 3         | 3                 |                    |   |   |                      |        |        |        |        |
|  | 4         | Elga-Master Idea SM Dubysa | 1         | 0                 |                    |   |   |                      |        |        |        |        |
|  | 4         | Elga-Master Idea SM Dubysa | 1         | 0                 |                    |   | 1 | Amber-Arlanga Gorżdy | 3      | 3      |        |        |
|  |           |                            |           |                   |                    |   | 1 | Amber-Arlanga Gorżdy | 3      | 3      |        |        |
|  |           |                            | 2         | RIO-Startas Kowno | 1                  | 1 |   |                      |        |        |        |        |
|  | 2         | RIO-Startas Kowno          | 2         | RIO-Startas Kowno | 1                  | 1 | 3 | 3                    |        |        |        |        |
|  | 2         | RIO-Startas Kowno          |           |                   |                    |   |   |                      |        |        |        |        |
|  | 3         | Sūduva Mariampol           | 2         | 2                 |                    |   |   |                      |        |        |        |        |
|  | 3         | Sūduva Mariampol           | 2         | 2                 | Mecze o 3. miejsce |   |   |                      |        |        |        |        |
|  |           |                            |           |                   |                    |   |   |                      |        |        |        |        |
|  |           |                            |           |                   |                    |   |   |                      |        |        |        |        |
|  |           |                            |           |                   |                    |   |   |                      |        |        |        |        |
|  | 3         | Sūduva Mariampol           | 0         | –                 |                    |   |   |                      |        |        |        |        |
|  | 3         | Sūduva Mariampol           | 0         | –                 |                    |   |   |                      |        |        |        |        |
|  | 4         | Elga-Master Idea SM Dubysa | 3         | –                 |                    |   |   |                      |        |        |        |        |
|  | 4         | Elga-Master Idea SM Dubysa | 3         | –                 |                    |   |   |                      |        |        |        |        |

### Półfinały
(do dwóch zwycięstw)
| Data                     | Godz.                    | Gospodarz                  | Rezultat                                | Gość                           | Widzów                         |
| ------------------------ | ------------------------ | -------------------------- | --------------------------------------- | ------------------------------ | ------------------------------ |
| Amber-Arlanga Gorżdy (1) | Amber-Arlanga Gorżdy (1) | Amber-Arlanga Gorżdy (1)   | 2 – 0                                   | (4) Elga-Master Idea SM Dubysa | (4) Elga-Master Idea SM Dubysa |
| 06.03.2021               | 14:00                    | Elga-Master Idea SM Dubysa | 1:3 (16:25, 12:25, 25:22, 19:25)        | Amber-Arlanga Gorżdy           | 0                              |
| 13.03.2021               | 15:00                    | Amber-Arlanga Gorżdy       | 3:0 (25:9, 25:19, 25:11)                | Elga-Master Idea SM Dubysa     | 0                              |
| RIO-Startas Kowno (2)    | RIO-Startas Kowno (2)    | RIO-Startas Kowno (2)      | 2 – 0                                   | (3) Sūduva Mariampol           | (3) Sūduva Mariampol           |
| 06.03.2021               | 14:00                    | Sūduva Mariampol           | 2:3 (17:25, 17:25, 25:22, 25:16, 13:15) | RIO-Startas Kowno              | 0                              |
| 13.03.2021               | 17:00                    | RIO-Startas Kowno          | 3:2 (19:25, 25:17, 25:17, 24:26, 16:14) | Sūduva Mariampol               | 0                              |

### Mecze o 3. miejsce
(do dwóch zwycięstw)
| Data                 | Godz.                | Gospodarz                  | Rezultat                  | Gość                           | Widzów                         |
| -------------------- | -------------------- | -------------------------- | ------------------------- | ------------------------------ | ------------------------------ |
| Sūduva Mariampol (3) | Sūduva Mariampol (3) | Sūduva Mariampol (3)       | 0 – 1                     | (4) Elga-Master Idea SM Dubysa | (4) Elga-Master Idea SM Dubysa |
| 20.03.2021           | 14:00                | Elga-Master Idea SM Dubysa | 3:0 (27:25, 26:24, 25:23) | Sūduva Mariampol               | 0                              |

### Finały
(do dwóch zwycięstw)
| Data                     | Godz.                    | Gospodarz                | Rezultat                         | Gość                  | Widzów                |
| ------------------------ | ------------------------ | ------------------------ | -------------------------------- | --------------------- | --------------------- |
| Amber-Arlanga Gorżdy (1) | Amber-Arlanga Gorżdy (1) | Amber-Arlanga Gorżdy (1) | 2 – 0                            | (2) RIO-Startas Kowno | (2) RIO-Startas Kowno |
| 20.03.2021               | 17:00                    | RIO-Startas Kowno        | 1:3 (15:25, 14:25, 25:21, 20:25) | Amber-Arlanga Gorżdy  | 0                     |
| 27.03.2021               | 18:00                    | Amber-Arlanga Gorżdy     | 3:1 (25:22, 26:24, 24:26, 25:18) | RIO-Startas Kowno     | 0                     |

## Klasyfikacja końcowa
| Poz. | Drużyna                    |
| ---- | -------------------------- |
| 1.   | Amber-Arlanga Gorżdy       |
| 2.   | RIO-Startas Kowno          |
| 3.   | Elga-Master Idea SM Dubysa |
| 4.   | Sūduva Mariampol           |